# Arnold van Altena-Isenberg

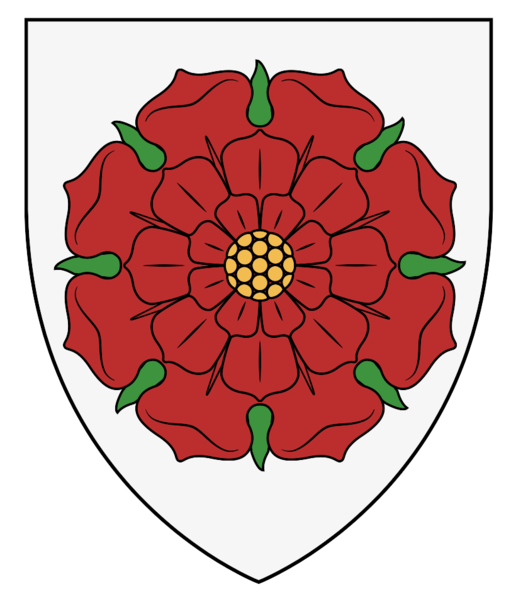
Wapenschild graafschap Altena Isenberg

Arnold van Altena-Isenberg (circa 1150 - 3 mei 1209) was van 1180 tot aan zijn dood graaf in het graafschap Altena-Isenberg en voogd van het sticht Essen en de Abdij van Werden. Hij was een afstammeling van Adolf I van Berg en was een van de stamvaders van de graven van Limburg Hohenlimburg & Broich van de Hohenlimburg aan de Lenne en de heren van Limburg Stirum aan de Ruhr.

## Levensloop
Arnold was een 

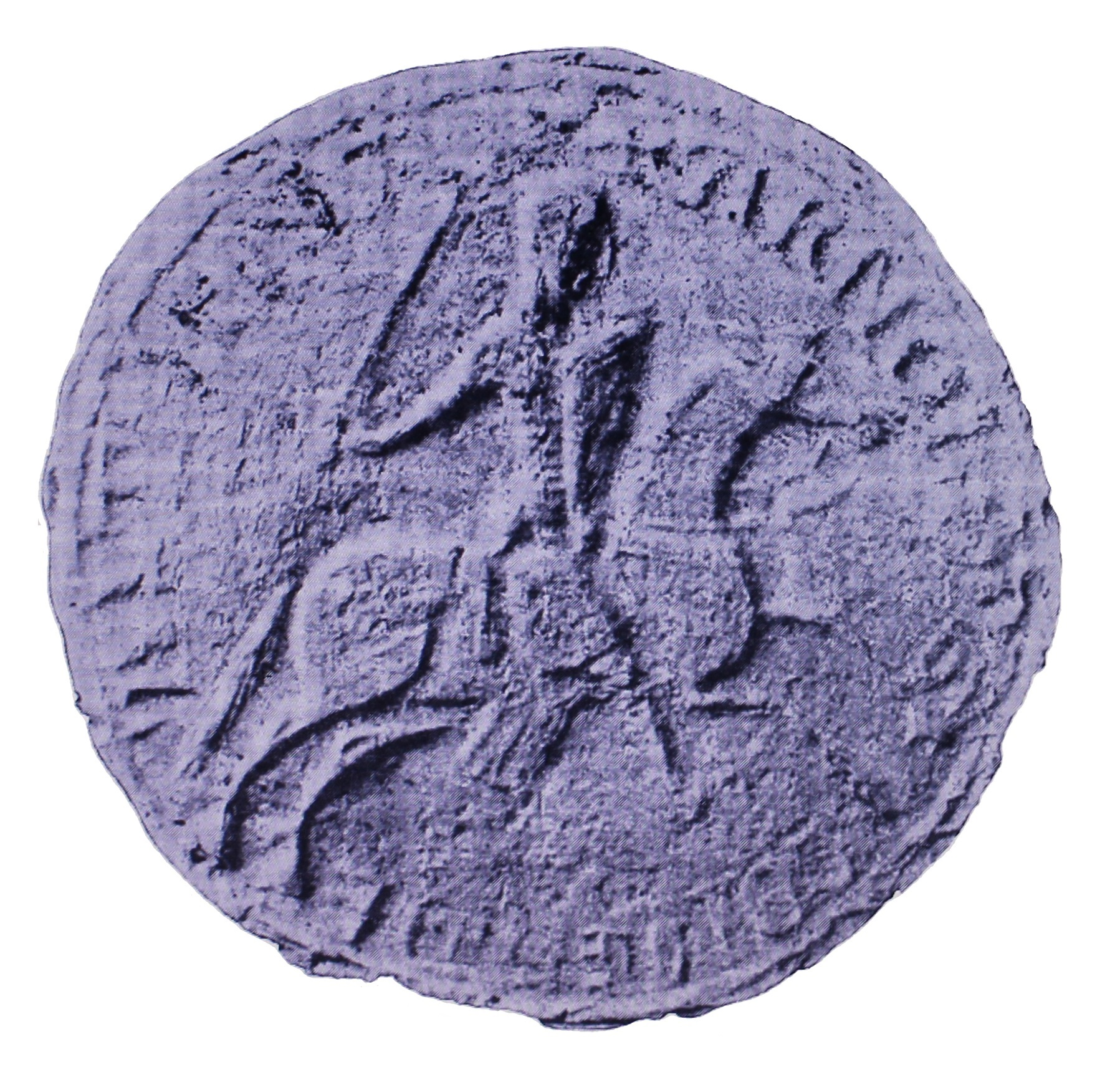
Ruiterzegel van Arnold I graaf van Altena Isenberg. 1200

zoon van graaf Everhard I van Berg-Altena uit diens huwelijk met Alvaris (Adelheid), dochter van graaf Hendrik van Arnsberg.
Toen zijn vader Everhard Van Berg-Altena rond het jaar 1180 overleed, werden zijn domeinen verdeeld tussen zijn zonen Arnold en Frederik. Arnold volgde zijn vader op in diens gebiedsdelen Altena-Isenberg, gelegen nabij de benedenloop van de Lenne met het gebied langs de Ruhr tot aan de Rijn, voor zover die niet tot het Sticht Essen, de Abdij van Werden en de heerlijkheid Broich behoorden.

#### Graafschap Altena Isenberg

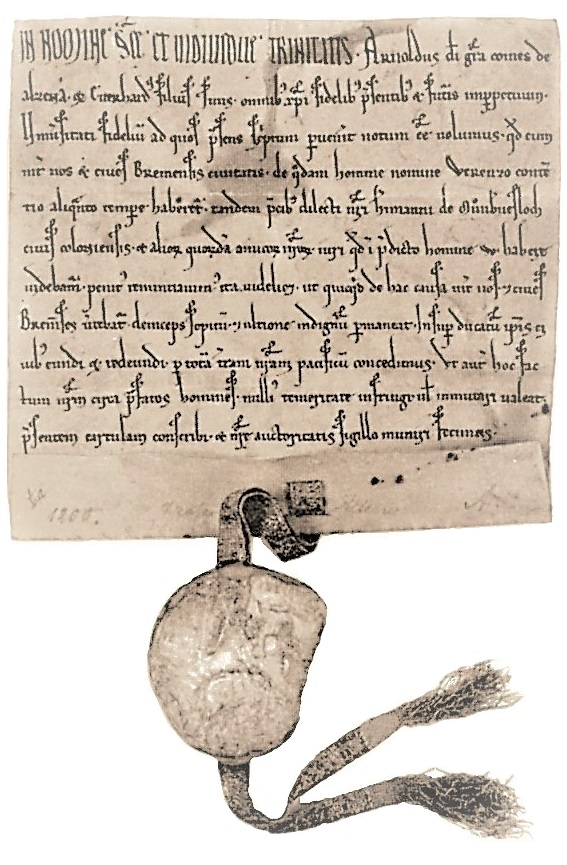
Oorkonde van graaf Arnold I van Altena Isenberg ca. 1200

Zijn burcht Ruwenbruche droeg hij op aan Filips I van Heinsberg, aartsbisschop van Keulen, aan wie net dat jaar de hertogelijke rechten van de verdreven hertog Hendrik de Leeuw waren toegevallen en daarmee aartsbisschop en hertog van het keurvorstendom Keulen werd. De aartsbisschop was er op uit zijn buren, erfgenamen van het graafschap Altena, Arnold en zijn broer Frederik, aan zich te binden. Arnold verkreeg van hem zijn burcht Ruwenbruche de volgende dag  met een geldelijke vergoeding als leen terug. Tussen 1194 – 1199 begon hij met de bouw op de Isenberg, nabij het huidige Hattingen, van de burcht Isenberg. Pas na zijn dood 1209 werd deze machtige burcht door zijn zoon Frederik voltooid.

## Huwelijk en nakomelingen
Hij was gehuwd met Mathilde, dochter van Diederick III(IV) van Kleef en Adelheid van Sulzbach. Zijn kinderen waren:
- Everhard overleden 1209
- Frederik overleden 1226, huwde Sofia dochter van hertog Walram III van Limburg (Vesdre). Frederik is stamvader van de graven en heren van Limburg (Lenne)
- Diederik overleden 1226, bisschop van Műnster
- Engelbert overleden ca 1250,  bisschop van Osnabrűck
- Pilip overleden - 1266,  priester in Keulen
- Bruno overleden 1258.  bisschop van Osnabrűck, volgde zijn broer Engelbert op.
- Gottfried priester in Műnster
- Adolf huwde Elisabeth van Arnsberg
- Wilhelm overleden omstreeks 1275, huwde Christina
- Herman illegitiem
- Agnes